# Ktyr kazenasi
Ktyr kazenasi är en tvåvingeart som beskrevs av Pavel Lehr 1981. Ktyr kazenasi ingår i släktet Ktyr och familjen rovflugor.
Artens utbredningsområde är Kazakstan. Inga underarter finns listade i Catalogue of Life.